# Prémisse fausse
 (mai 2021).
Si vous disposez d'ouvrages ou d'articles de référence ou si vous connaissez des sites web de qualité traitant du thème abordé ici, merci de compléter l'article en donnant les références utiles à sa vérifiabilité et en les liant à la section « Notes et références ».
Une prémisse fausse est une proposition incorrecte qui forme la base d'un argument ou syllogisme. Puisque la prémisse (proposition ou hypothèse) n'est pas correcte, la conclusion qui en découlera peut être erronée. Cependant, la validité logique d'un argument est fonction de sa cohérence interne, non de la valeur de vérité de ses prémisses.
Considérons par exemple ce syllogisme qui comprend une évidente prémisse fausse :
- Si les rues sont mouillées, il a plu récemment. (prémisse majeure)
- Les rues sont mouillées. (prémisse mineure)
- Donc il a plu récemment. (conclusion)

Cet argument est logiquement valide mais tout à fait manifestement erroné car sa prémisse majeure est fausse - on peut avoir arrosé les rues, la rivière locale a pu déborder etc. Une simple analyse logique ne révélera pas l'erreur dans cet argument puisque l'analyse doit accepter la vérité des prémisses de l'argument. Pour cette raison, un argument fondé sur de fausses prémisses peut être beaucoup plus difficile à réfuter ou même discuter, qu'un argument comprenant une erreur logique normale, car la vérité de ses prémisses doit être établie à la satisfaction de toutes les parties.
Une autre caractéristique d'un argument fondé sur de fausses prémisses qui peut perturber les critiques est que sa conclusion peut en fait être vraie. Considérons à nouveau l'exemple ci-dessus. Il se pourrait bien qu'il ait plu récemment et que les rues sont humides. Bien sûr, cela ne démontre en rien la prémisse majeure mais peut rendre ses revendications plus difficile à réfuter. Cela sous-tend le problème épistémologique fondamental de l'établissement des relations causales.

## Source de la traduction
- (en) Cet article est partiellement ou en totalité issu de l’article de Wikipédia en anglais intitulé « False premise » (voir la liste des auteurs).